# Rumfordse soep

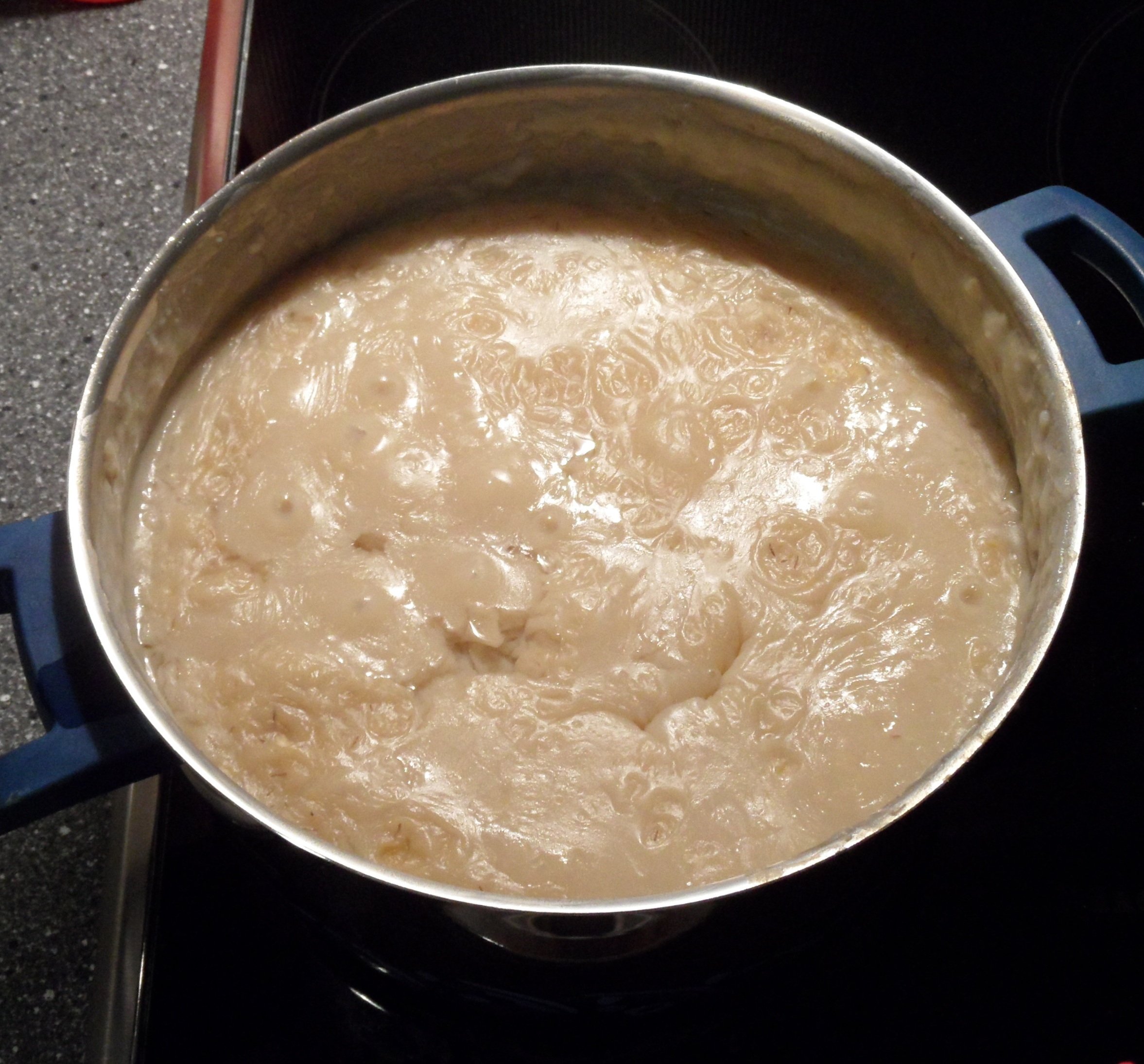
Rumfordse soep

Rumfordse soep is een door Benjamin Thompson, graaf van Rumford, rond 1800 bedachte goedkope soep die werd uitgedeeld onder de armen. De soep was een aftreksel van runderbeenderen, aangevuld met erwten en gort. Soms werd ook rijst en spek toegevoegd. In Nederland werd de vleesbouillon vervangen door water met wijnazijn of oud bier, en de gort door blokjes aardappel. Bij de soep werd oud brood geserveerd.
De soep was eind 18e eeuw in München ingevoerd door Thompson, wat de aandacht had getrokken van Gijsbert Karel van Hogendorp. Deze verzamelde soeprecepten, en vanaf het begin van de 19e eeuw werden in Nederland soepkokerijen ingevoerd. Rumfordse soep werd in Nederland onder andere uitgedeeld in Amsterdam, Dordrecht (tot in de jaren dertig) en Rotterdam (tot circa 1920). Dordrecht ontving geld van de graaf van Rumsford voor de soepkokerij die gevestigd werd in het Oude Vrouwenhuis aan het Bagijnhof in Dordrecht. In Amsterdam vond de uitdeling in de winter plaats in de soeploods op de Herenmarkt. In 1835 werd deze loods bij het Soeploodsoproer in brand gestoken.
Rumfords soep was een gebruikelijke basis voor goedkope militaire rantsoenen in Midden-Europa gedurende een groot deel van de negentiende en twintigste eeuw.